# Mogens Truelsen
Mogens Borch Truelsen (25. juli 1901 i Taarbæk – 10. december 1979 i Gentofte) var en dansk atlet og grosserer medlem af Akademisk Idrætsforening i København.
Mogens Truelsen begyndte som sin idrætskarriere som fodboldspiller i AB, men fik 1919 interesse for atletik. Han satte i 1921 dansk rekord på 200 meter med 22,6, hvilket var dansk rekord i 11 år.
Han deltog i OL 1924 i Paris, hvor han blev slået ud i indledende heat på 100 og 200 meter. Han indgik også i det danske 4 x 100 meter hold, som blev slået ud i semifinalen.
Han vandt tre danske meterskaber; to på 200 meter og et på 100 meter. Dertil tre på 4 x 100 meter og to på 4 x 400 meter. Han sluttede som aktiv 1926.

## Danske mesterskaber
- Guld 1925 100 meter 11,4
- Sølv 1925 Stangspring 3,50
- Guld 1925 4 x 100 meter 44,5
- Sølv 1925 4 x 400 meter 3:34,6

- Guld 1924 200 meter 22,7
- Bronze 1924 100 meter ?
- Bronze 1924 Længdespring 6,37
- Bronze 1924 4 x 100 meter ?
- Sølv 1924 4 x 400 meter 3:30,3

- Sølv 1923 200 meter 23,1
- Guld 1923 4 x 100 meter 43,8
- Guld 1923 4 x 400 meter 3:40,2
- Guld 1922 200 meter 22.6
- Bronze 1922 4 x 100 meter ?
- Sølv 1922 4 x 400 meter 3:35.1
- Sølv 1921 100 meter 11.0
- Sølv 1921 200 meter 22,7 +1½m
- Guld 1921 4 x 100 meter 44,6
- Guld 1921 4 x 400 meter 3:31.0
- Bronze 1920 200 meter 23.1
- Bronze 1920 4 x 100 meter ?
- Sølv 1920 4 x 400 meter 3:35.6

## Personlige rekorder
- 100 meter: 10.9 (1925)
- 200 meter: 22.6 (1921) Dansk rekord 1921-1933